# Boudriaa Ben Yadjis
Boudriaa Ben Yadjis (em árabe: بودريعة بن ياجيس) é uma cidade e comuna localizada na província de Jijel, Argélia. Segundo o censo de 2008, a população total da cidade era de 10 710 habitantes.